# فارمنغتون (مقاطعة واوباكا)
فارمنغتون، مقاطعة واوباكا (بالإنجليزية: Farmington, Waupaca County, Wisconsin)‏ هي بلدة تقع بولاية ويسكونسن في الولايات المتحدة. تبلغ مساحتها 91.9 (كم²)، وترتفع عن سطح البحر 279 م، بلغ عدد سكانها 4148 نسمة في عام 2000 حسب إحصاء مكتب تعداد الولايات المتحدة وتصل الكثافة السكانية فيها 46.5 نسمة/كم2.

## وصلات خارجية
- http://farmington-waupaca.com/
- The US50 - Cities and Towns in Wisconsin State
- Wisconsin Cities and Towns, Facts, Map, Flag, Colleges, Government, and More